# Arapoti
Arapoti este un oraș în Paraná (PR), Brazilia. 